# Stefano Dradi
Stefano Dradi (San Giovanni in Marignano, 23 luglio 1951) è un ex calciatore italiano, di ruolo stopper.

## Biografia
Stefano Dradi è nato a San Giovanni in Marignano, in Romagna. Vive a Morciano. Ha una moglie, Sandra, e due figli adottivi. Dopo la carriera da calciatore ha intrapreso quella di avvocato. È tifoso dell'Inter.

## Carriera
Dradi ha iniziato la propria carriera nel Riccione, squadra romagnola militante in Serie C. Nella prima stagione in maglia biancazzurra ha giocato solamente 3 incontri. Nella seconda stagione con i biancazzurri, invece, Dradi ha conquistato il posto da titolare ed ha collezionato 36 presenze. Voluto dal tecnico Fantini, nel 1975 Dradi è passato al Taranto, club militante in Serie B. Ha debuttato in Serie B il 12 ottobre 1975, in Taranto-Catanzaro (1-1). Nella prima stagione al Taranto, conclusa con la salvezza e il piazzamento in dodicesima posizione, Dradi ha totalizzato 8 presenze. Dopo aver iniziato la stagione 1976-1977 nelle file del Taranto, nell'ottobre 1976 è tornato al Riccione, in Serie C. Durante la seconda esperienza in biancazzurro ha collezionato 27 presenze in campionato. Tornato al Taranto nel 1977, ha giocato per tre stagioni da titolare, collezionando complessivamente 114 presenze in campionato. Nella stagione 1981-1982 ha militato nelle file del Forlì, club militante in Serie C1. Con i galletti ha collezionato 14 presenze in campionato. Nel 1982 è passato alla Nocerina, sempre in Serie C1. Con i molossi ha collezionato 19 presenze in campionato ed ha terminato la propria carriera da calciatore.

## Dopo il ritiro
Dopo essersi ritirato dal calcio professionistico si è laureato in giurisprudenza ad Urbino ed ha intrapreso la carriera da avvocato difensore.
Ha continuato anche con il calcio, disputando alcuni tornei con la selezione degli avvocati del Tribunale di Rimini e allenando la squadra degli avvocati della Romagna.
Nel 1995 è diventato sindaco di Morciano di Romagna con una lista civica. Nel 2009 viene nominato vicesindaco di Morciano dal neoeletto sindaco Claudio Battazza. Nelle elezioni del 2014 Battazza viene riconfermato sindaco e l'anno successivo Dradi viene nominato nuovamente vicesindaco. Ha mantenuto la carica fino al 2017. Il 3 febbraio 2017 viene inserito nel registro degli indagati con l'accusa di rilascio di false certificazioni di sponsorizzazione.